# 李志成 (武術家)
李志成（1945年—）是中國武術家，八极拳第七代傳人。其祖父李書文和父親李萼堂也都是武術名家。

## 生平
祖籍河北沧州盐山县王南良村，出生于湖南邵阳，從小就隨父親李萼堂習武。14岁時與父親參加湖南省第一届运动会；同年进入湖南省武术队。1988年参加全国武术观摩交流大会，获得双刀优秀奖。
1984年，担任邵阳市武术馆馆长兼总教练，其培養的徒弟有孙千里、郑满发、李秋平等人。退休后仍担任邵阳市武术协会副主席、湖南省武术学会常委等職。並於2005年起在邵阳市魏源广场一帶義務教拳。
2014年，成為邵陽市第二批市级非物质文化遗产项目李书文八极拳的代表性传承人。